# SOHLH2
SOHLH2 (англ. CCDC169-SOHLH2 readthrough) – білок, який кодується однойменним геном, розташованим у людей на 13-й хромосомі. Довжина поліпептидного ланцюга білка становить 425 амінокислот, а молекулярна маса — 46 941.
| 10         |  | 20         |  | 30         |  | 40         |  | 50         |
| ---------- |  | ---------- |  | ---------- |  | ---------- |  | ---------- |
| MASSIICQEH |  | CQISGQAKID |  | ILLVGDVTVG |  | YLADTVQKLF |  | ANIAEVTITI |
| SDTKEAAALL |  | DDCIFNMVLL |  | KVPSSLSAEE |  | LEAIKLIRFG |  | KKKNTHSLFV |
| FIIPENFKGC |  | ISGHGMDIAL |  | TEPLTMEKMS |  | NVVKYWTTCP |  | SNTVKTENAT |
| GPEELGLPLQ |  | RSYSEHLGYF |  | PTDLFACSES |  | LRNGNGLELN |  | ASLSEFEKNK |
| KISLLHSSKE |  | KLRRERIKYC |  | CEQLRTLLPY |  | VKGRKNDAAS |  | VLEATVDYVK |
| YIREKISPAV |  | MAQITEALQS |  | NMRFCKKQQT |  | PIELSLPGTV |  | MAQRENSVMS |
| TYSPERGLQF |  | LTNTCWNGCS |  | TPDAESSLDE |  | AVRVPSSSAS |  | ENAIGDPYKT |
| HISSAALSLN |  | SLHTVRYYSK |  | VTPSYDATAV |  | TNQNISIHLP |  | SAMPPVSKLL |
| PRHCTSGLGQ |  | TCTTHPNCLQ |  | QFWAY      |  |            |  |            |

A: Аланін

C: Цистеїн

D: Аспарагінова кислота

E: Глутамінова кислота

F: Фенілаланін

G: Гліцин

H: Гістидин

I: Ізолейцин

K: Лізин

L: Лейцин

M: Метіонін

N: Аспарагін

P: Пролін

Q: Глутамін

R: Аргінін

S: Серин

T: Треонін

V: Валін

W: Триптофан

Кодований геном білок за функцією належить до білків розвитку. 
Задіяний у таких біологічних процесах, як транскрипція, регуляція транскрипції, диференціація клітин, сперматогенез, альтернативний сплайсинг. 
Білок має сайт для зв'язування з ДНК. 
Локалізований у ядрі.